# Maitaca-de-peito-vermelho
A maitaca-de-peito-vermelho (Pionus sordidus) é uma espécie de ave da família dos Psittacidae.
Encontra-se dentro da Bolívia, Colômbia, Equador, Peru, e Venezuela.
Seus habitats naturais são húmidos tropicais, tropical da planície, florestas, montanhas.

## Etimologia
"Maitaca" origina-se do termo tupi mba'é taka, que significa "coisa barulhenta".